# Omloop van het Hageland 2023
L'Omloop van het Hageland 2023, diciottesima edizione della corsa e valevole come prova del Calendario internazionale femminile UCI 2023 categoria 1.1, si svolse il 26 febbraio 2023 su un percorso di 123,9 km, con partenza da Aarschot e arrivo a Tielt-Winge, in Belgio. La vittoria fu appannaggio della neerlandese Lorena Wiebes, la quale ha completato il percorso in 3h21'19", alla media di 36,927 km/h, precedendo l'italiana Marta Bastianelli e la francese Audrey Cordon-Ragot.
Sul traguardo di Tielt-Winge 61 cicliste, delle 146 partite da Aarschot, hanno portato a termine la competizione.

## Squadre e corridore partecipanti
Al via 25 formazioni.
| N.      | Cod. | Squadra                        |
| ------- | ---- | ------------------------------ |
| 1-6     | UAD  | UAE Team ADQ                   |
| 11-15   | MOV  | Movistar Team Women            |
| 21-26   | SDW  | Team SD Worx                   |
| 31-35   | TFS  | Trek-Segafredo                 |
| 41-46   | DRP  | Lifeplus Wahoo                 |
| 51-56   | BEX  | Team Jayco-AlUla               |
| 61-66   | TIB  | EF Education-Tibco-SVB         |
| 71-76   | HPU  | Team Coop-Hitec Products       |
| 81-86   | FED  | Fenix-Deceuninck               |
| 91-95   | BPK  | BePink                         |
| 101-106 | WNT  | Ceratizit-WNT Pro Cycling Team |
| 111-116 | PHV  | Parkhotel Valkenburg           |
| 121-126 | TOP  | Top Girls Fassa Bortolo        |

| N.      | Cod. | Squadra                           |
| ------- | ---- | --------------------------------- |
| 131-136 | LDL  | Lotto Dstny Ladies                |
| 141-146 | DCH  | Duolar-Chevalmeire Cycling Team   |
| 151-156 | ZAF  | Zaaf Cycling Team                 |
| 161-166 | AGN  | AG Insurance-NXTG U23             |
| 171-176 | GKR  | GT Krush Rebellease               |
| 181-186 | PRO  | Proximus-Alphamotorhomes-Doltcini |
| 191-196 | CYN  | Cynisca Cycling                   |
| 201-206 | SRC  | Stade Rochelais Charente-Maritime |
| 211-216 | AUB  | St Michel-Mavic-Auber93           |
| 221-226 | MXR  | Maxx-Solar Rose Women Cycling     |
| 231-236 | WCC  | WCC Team                          |
| 241-246 | TOR  | Torelli                           |

## Ordine d'arrivo (Top 10)
| Pos. | Corridore           | Squadra   | Tempo    |
| ---- | ------------------- | --------- | -------- |
| 1    | Lorena Wiebes       | SD Worx   | 3h21'19" |
| 2    | Marta Bastianelli   | UAE       | s.t.     |
| 3    | A. Cordon-Ragot     | Zaaf      | s.t.     |
| 4    | Arianna Fidanza     | Ceratizit | s.t.     |
| 5    | Roxane Fournier     | St Michel | s.t.     |
| 6    | Letizia Paternoster | Jayco     | s.t.     |
| 7    | Julie De Wilde      | Fenix     | s.t.     |
| 8    | Aude Biannic        | Movistar  | s.t.     |
| 9    | Lauretta Hanson     | Trek      | s.t.     |
| 10   | Mylène de Zoete     | Ceratizit | s.t.     |